# Les Vinyes (Sant Martí d'Albars)
Les Vinyes és una masia de Sant Martí d'Albars (Lluçanès) inclosa a l'Inventari del Patrimoni Arquitectònic de Catalunya.

## Descripció
La masia tan sols té planta baixa i pis i està coberta a dues aigües amb teula àrab. Està feta de pedres unides amb morter sense treballar. La major part de les obertures són allindades; en veiem alguna de cegada, fruit de modificacions posteriors. A la llinda de la porta principal hi figura la data de 1754, de la mateixa manera que a la llinda de la finestra superior. L'edifici està flanquejat a banda i banda per altres edificis que a la part superior són galeries i a la planta baixa quadres i en conjunt formen una petita lliça o pati. Altres edificis complementaris són una cabana i una masoveria de proporcions considerables.

## Història
Aquesta masia és del segle xviii. No es troba cap documentació fins al 1860, al nomenclàtor de la província de Barcelona. Degut a les seves dimensions i característiques, podria haver estat una important masoveria en aquells temps.